# Dioptromysis proxima
Dioptromysis proxima är en kräftdjursart som beskrevs av Nouvel 1964. Dioptromysis proxima ingår i släktet Dioptromysis och familjen Mysidae. Inga underarter finns listade i Catalogue of Life.